# Flugplatz Gießen-Reiskirchen

i7
i11
i13
Der Flugplatz Gießen-Reiskirchen (ICAO-Code: EDGR) ist ein Sonderlandeplatz in Mittelhessen. Er liegt etwa 13 km östlich der Stadt Gießen. Betrieben wird der Platz von der Flugplatzhaltergemeinschaft Gießen-Ost. Der Platz ist zugelassen für Motorsegler und Motorflugzeuge mit einem MTOW von bis zu zwei Tonnen.